# Satyrus tassilo
Satyrus tassilo är en fjärilsart som beskrevs av Hans Fruhstorfer 1908. Satyrus tassilo ingår i släktet Satyrus och familjen praktfjärilar. Inga underarter finns listade.